# Found
Found es una película estadounidense de terror de 2012 escrita y dirigida por Scott Schirmer, basada en la novela del mismo título del autor Todd Rigney. Headless, una película ficticia utilizada como parte del argumento de Found, fue estrenada en 2015 gracias a la financiación obtenida por la plataforma de donaciones Kickstarter.

## Sinopsis

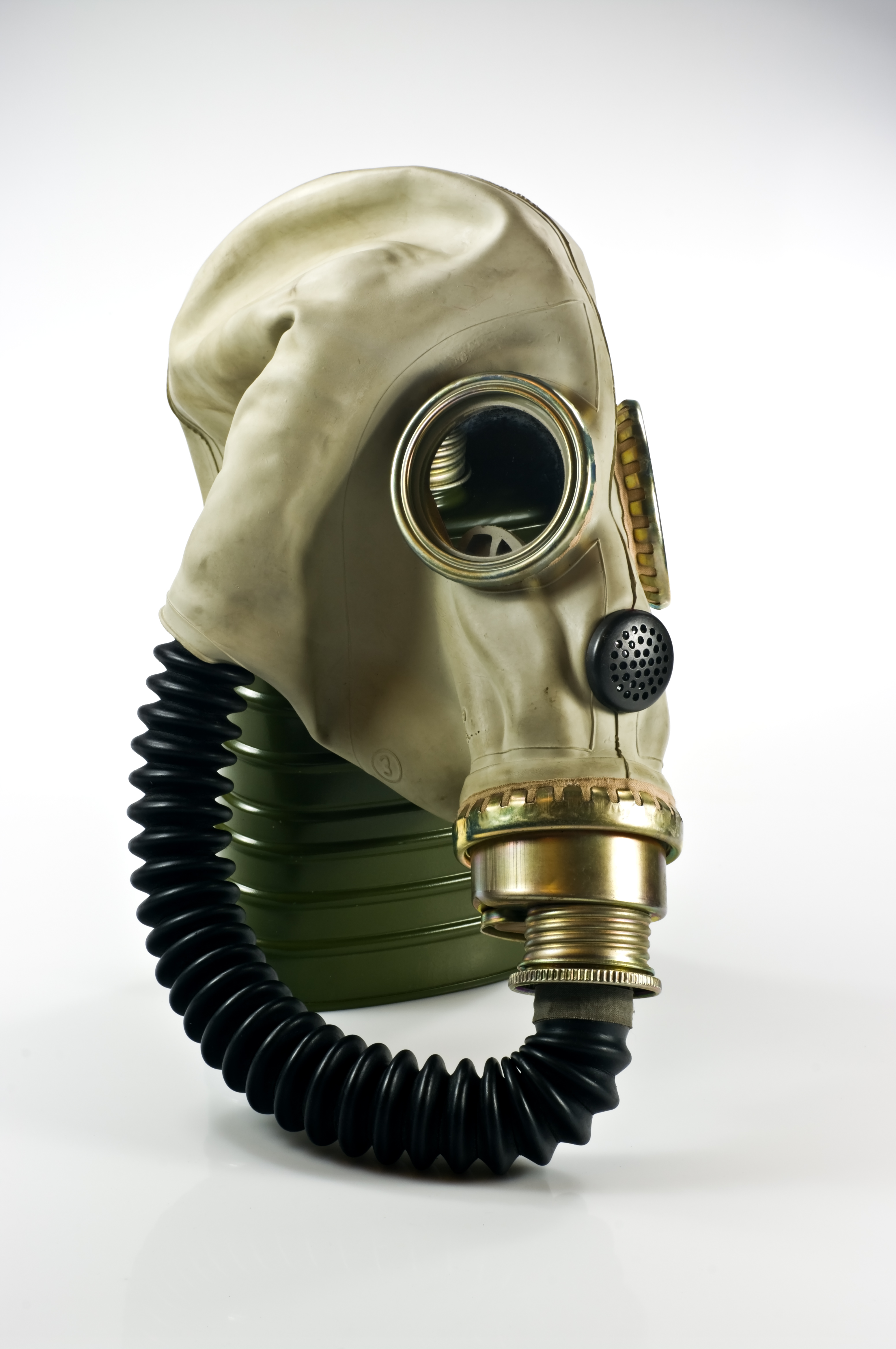
El asesino en la película utiliza una máscara antigás para ocultar su identidad al momento de cometer sus crímenes.

Ambientada a mediados de los años 1990 en un suburbio típicamente estadounidense de clase media, Marty, un niño de doce años que sufre de acoso en su escuela, descubre que su hermano mayor Steve es un asesino en serie cuando encuentra una cabeza decapitada en su bolsa de bolos. Cuenta que cada semana encuentra una nueva cabeza en la habitación de Steve, descubriendo además que su psicópata hermano tiene una predilección por las personas de color. Inicialmente no alerta a nadie sobre esta situación, y al contrario se sumerge en un mundo de películas y cómics de terror con su único amigo David. 
Cuando va a alquilar algunos VHS, se da cuenta de que Steve robó una película de terror explícito llamada Headless del videoclub. Al verla con su amigo y contemplar su extremo contenido gráfico, Steve se entera de que el filme ha estado influyendo en las fechorías de Steve, en cuya habitación también tiene una máscara antigás que presumiblemente usa para ocultar su identidad cuando comete sus atroces crímenes.
Steve se da cuenta de que su hermano conoce su secreto y lo confronta, confesándole que sólo mata a las personas de color porque odia su raza. Aunque Steve promete que nunca le haría daño a su hermano pequeño, Marty trata de controlarse y entender la verdadera naturaleza de su hermano. Días después ocurre una pelea en un servicio de la iglesia entre Marty y uno de sus compañeros de clase, lo que deriva en un fuerte castigo por parte de sus padres y en la ira de Steve contra ellos, al punto que su padre lo echa de casa.
Esa noche, Marty se reúne en secreto con su hermano afuera. Steve le pide ayuda para llevar a cabo un plan no especificado, pero Marty se niega rotundamente. Mientras discuten, su padre sale de la casa y Steve lo golpea fuertemente con una pala, dejándolo semiinconsciente. Luego corre adentro para atrapar a su madre. Marty ve a su hermano preparándose para violarla e intenta detenerlo, pero queda inconsciente de un golpe.
Marty se despierta atado en su cama con una mordaza de bola en la boca. Escucha a su madre gritando y llorando en otra habitación. Poco después, Steve entra desnudo y con su máscara antigás, le ordena a Marty que se calle, agarra un machete y vuelve a salir; el niño oye como procede a matar a sus padres, regresando a la habitación completamente cubierto de sangre. Steve le dice a Marty que le explicará todo por la mañana, pero Marty sólo llora, reacción que vuelve loco a Steve.
Por la mañana, Steve sale de la casa, todavía desnudo y cubierto de sangre. Marty se despierta aún atado, para encontrarse rodeado por los cuerpos mutilados de sus padres, preguntándose si alguna vez lo encontrarán.

## Reparto principal
- Gavin Brown como Marty
- Ethan Philbeck como Steve
- Phyllis Munro como la madre
- Louie Lawless como el padre

## Recepción
La película en general recibió críticas positivas. Patrick Dolan, del portal Rue Morgue, escribió que "aunque esta historia comienza como una morbosa carta de amor al pasado (como una versión de los años 1990 de Matinee de Joe Dante), se convierte ingeniosamente en una película de terror honesta, desatando algunos sustos importantes". En la crítica de Bloody Disgusting se elogió al filme: "Found sacó el máximo provecho de su bajo presupuesto para impresionar a varios niveles".

## Censura
Found fue vetada en Australia por la Junta Australiana de Clasificación debido a sus "descripciones prolongadas y detalladas de violencia sexual". La película fue estrenada allí más tarde en formato DVD, pero con significativos cortes. Al lanzamiento en DVD en el Reino Unido le fueron suprimidos 98 segundos de metraje. Hasta el momento, sólo el DVD y el Blu-Ray "sin clasificar" de Estados Unidos y la "edición limitada para coleccionistas sin cortes" de Austria presentan la edición original.